# Воскрешение вымерших видов
Воскреше́ние (воссозда́ние) вы́мерших ви́дов (англ. de-extinction) — процесс воссоздания организмов, которые принадлежали бы видам, существовавшим на Земле ранее, но позднее вымершим по какой-то причине; либо создание организмов, генетически близких к вымершим.
Уже существует ряд проектов по воскрешению вымерших животных, таких как шерстистый мамонт или тасманийский волк.
Первым и фактически единственным успешным экспериментом по клонированию вымершего вида оказалось «воскрешение» подвида Capra pyrenaica hispanica (пиренейский козерог), но появившийся на свет в 2003 году представитель исчезнувшего в 2000 подвида прожил всего несколько минут, околев из-за врождённого дефекта лёгких.

## Методика
В попытках воссоздания исчезнувших видов учёные-генетики, как правило, предполагают использовать методы клонирования. Для этого необходимо получить геном вида, который со временем в большинстве случаев или не сохраняется полностью, или сохраняется повреждённым; важны также получение ДНК и поиск самки родственного вида, которая выступит в роли суррогатной матери для будущего детёныша. Клонирование, называемое также соматическим ядерным переносом, происходит в несколько этапов. Вначале берётся соматическая клетка у вымершего организма (в идеале клетку сохраняют ещё до смерти животного), и неоплодотворённая яйцеклетка у живущего родственника этого вида. Из обеих клеток извлекаются ядра, и ядро соматической клетки имплантируется в яйцеклетку. Для побуждения яйцеклетки к делению её ударяют электрическим током. После этого образовавшийся эмбрион с генетической информацией вымершего вида переносится в тело суррогатной матери. Из эмбриона развивается организм, идентичный донору соматической клетки, то есть вымершему виду.
Другим возможным методом по воссозданию вида может быть селекция, однако с её помощью пока можно лишь создать близкое к вымершему виду животное: так появилась квагга Рау (англ. Rau quagga), во многом напоминающая вымершую кваггу (подвид бурчелловой зебры), но не идентичная ей. Существуют аналогичные проекты по воссозданию тура (первобытный дикий бык), тарпана (вымерший подвид лошадей) и смилодона (саблезубый тигр).

## Кандидаты на воскрешение
При выборе кандидатов на воскрешение следует учитывать множество факторов. В первую очередь, должна быть доступна относительно неповреждённая ДНК из музейных образцов или окаменелостей, возраст которой, теоретически, не должен превышать 500 000 лет. Должен существовать достаточно близкий живущий родственник вымершего животного, который мог бы выступить в качестве потенциальной суррогатной матери. Серьёзными проблемами, препятствующими клонированию, являются браконьерство (например, реинтродуцированный в естественную среду обитания аравийский орикс был практически уничтожен в Омане), отсутствие пригодных мест обитания для многих видов (актуально, в частности, для китайских речных дельфинов вследствие загрязнения реки Янцзы и многомиллионных стай странствующих голубей), и болезни, приведшие к их вымиранию. Необходима оценка, изучение и разрешение этических, культурных, экологических, социальных, правовых и экологических проблем.

### Динозавры
- Динозавры (Dinosauria). По современным представлениям, все нептичьи динозавры вымерли в конце мелового периода, в связи с чем их ДНК полностью разрушилась[7]. Тем не менее, в 2007 году учёным удалось извлечь белок коллаген из костей тираннозавра и даже прочесть фрагменты его генетической последовательности[12]. В 2009 году были выделены белки из костей брахилофозавра (Brachylophosaurus) возрастом около 80 млн лет[13].

### Птицы
- Странствующий голубь (Ectopistes migratorius). В начале XIX века популяция странствующего голубя насчитывала несколько миллиардов особей, а к концу столетия вид был полностью истреблён. Последний голубь скончался 1 сентября 1914 года в зоопарке Цинциннати. ДНК из музейных образцов оказалась сильно повреждена, однако американский биолог Джордж Чёрч предложил реконструировать геном птицы посредством соединения фрагментов ДНК из различных образцов. Теоретически возможно создание генов, отвечающих за определённые признаки, свойственные для странствующих голубей, и последующая вставка данных генов в стволовые клетки сизых голубей. Стволовые клетки с модифицированным геномом возможно превратить в зародышевые клетки, а затем внедрить их в яйца сизого голубя, где они переместятся в формирующиеся половые органы эмбриона. Птенцы, вылупившиеся из таких яиц, станут производить яйцеклетки и сперматозоиды странствующего голубя. Потомство этих птиц будет иметь признаки, характерные для вымершего вида[7].
- Моа (Dinornithiformes). Отряд крупных бескилевых птиц, насчитывавший 9 видов, распространённых на Новой Зеландии. Крупнейшие представители — Dinornis robustus и большой моа (Dinornis novaezealandiae) — достигали в высоту 3,6 м и весили до 230 кг. Вымерли в XV—XVI веках вследствие неконтролируемой охоты со стороны маори. В настоящее время удалось обнаружить большое количество костей и мягких тканей этих птиц. Главной проблемой является поиск суррогатной матери, так как эволюционные линии моа и их ближайших родственников — южноамериканских тинаму — разошлись около 58 млн лет назад[14][15].
- Эпиорнисы (Aepyornithiformes) — ещё один отряд крупных бескилевых птиц, в который входило около семи видов. Эндемики Мадагаскара, они были крупнейшими птицами за всю историю Земли: так, высота Aepyornis maximus достигала 3—5 м, а масса — до 270 кг[15]. Учёные выделили ДНК из скорлупы яиц, большое количество которых удалось обнаружить в нетронутом состоянии[16]. Поиск суррогатной матери может представлять определённые трудности, поскольку ближайшими родственниками эпиорнисов являются небольшие по размерам киви из Новой Зеландии, которые отделились от эпиорнисов 50 млн лет назад[15][17].
- Дронты, или додо (Raphinae), — подсемейство голубиных птиц, эндемики Маскаренского архипелага, вымершие в XVII веке вследствие чрезмерной охоты, разрушения среды обитания и хищничества интродуцированных крыс и свиней. Несколько образцов додо собраны ранними европейскими исследователями, и на сегодняшний день доступны в музейных коллекциях, в том числе и мягкие ткани, из которых потенциально возможно выделение ДНК. Вероятный ближайший родственник додо — гривистый голубь (Caloenas nicobarica)[14].
- Каролинский попугай (Conuropsis carolinensis). Единственный коренной вид попугаев с востока США. Был распространён от юга Нью-Йорка до Мексиканского залива, и до Висконсина на западе. Населял леса вдоль рек, поедая орехи и фрукты, в связи с чем беспощадно преследовался охотниками. Последняя особь умерла в зоопарке Цинциннати в 1918 году. В музеях по всему миру сохранилось 720 шкурок, 16 скелетов и несколько остатков яиц. Согласно исследованию митохондриальной ДНК, ближайшими родственниками каролинского попугая являются солнечная аратинга (Aratinga solstitialis), златошапочная аратинга (Aratinga auricapillus) и черноголовый попугай (Aratinga nenday)[14].
- Бескрылая гагарка (Pinguinus impennis) — довольно крупная птица семейства чистиковых. Вид пострадал из-за неумеренной охоты, и вымер к 1800 годам. Причиной этому были мясо и жир, которые ценили многие мореплаватели; тушки же птиц скармливали рыбам во время промысла. Главной отличительной особенностью бескрылой гагарки являлось неумение летать, что облегчало охоту на птиц. Последний раз вид наблюдали в 1852 году. На сегодняшний день сохранилось несколько скелетов и чучел бескрылой гагарки. Недавние исследования митохондриального ДНК птицы показали, что ближайшим родственником бескрылой гагарки является гагарка обыкновенная (Alca torda)[18].

### Млекопитающие
- Шерстистый мамонт (лат. Mammuthus primigenius) — вымерший вид мамонтов (семейство Слоновые). Согласно последним генетическим исследованиям, этот вид мамонтов появился около 450 тысяч лет назад в Сибири, откуда распространился в Северную Америку. Клонирование включает в себя удаление ДНК-содержащего ядра яйцеклетки самки слона и замену ядром из ткани шерстистого мамонта. Сообщается, что подобный эксперимент планировал провести Акира Иритани (Киотский университет, Япония). Затем клетку необходимо стимулировать к делению и имплантировать самке слона. Полученный в результате детёныш будет обладать генами шерстистого мамонта. Однако на сегодняшний день никто не нашел жизнеспособную клетку мамонта, чтобы начать процесс клонирования, и большинство учёных сомневаются, что какая-либо живая клетка смогла бы пережить замерзание в арктической тундре. Из-за условий хранения ДНК замороженных мамонтов значительно ухудшилась за тысячелетия. Несмотря на это, существуют планы по возрождению мамонтов уже к 2028 году. По словам одной исследовательской группы[какой?], мамонта воссоздать невозможно, но команда попытается в конечном итоге вырастить в искусственной утробе гибридного слона с некоторыми чертами шерстистого мамонта.

- Смилодоны (лат. Smilodon) — род вымерших саблезубых кошек, представители которого жили с 2,5 млн до 10 тыс. лет назад в Северной и Южной Америке (широко известны под некорректным названием «саблезубый тигр»). Вероятно, произошли от мегантереонов. В связи с многочисленными находками остатков смилодона, возможно восстановление в будущем методом генной инженерии. Были найдены хорошо сохранившиеся остатки саблезубого тигра в битумных озёрах в Ла-Брея (Лос-Анджелес). Однако смола затрудняет извлечение ДНК, поэтому эти остатки непригодны для расшифровки генома. Для клонирования могут быть использованы остатки сохранившиеся в вечной мерзлоте. Оптимальный донор яйцеклеток и «суррогатная мать» — африканская львица.

- Су‌мчатый волк, или тасмани‌йский волк, или тилаци‌н (лат. Thylacinus cynocephalus) — вымерший вид хищных сумчатых млекопитающих, полностью истреблённый человеком в 1930-х годах. Его естественный ареал до появления человека охватывал большую часть Австралазии: всю Австралию и острова Новая Гвинея и Тасмания. После появления в Австралии и на Новой Гвинее аборигенов и завезённых ими собак динго, вымер везде, кроме Тасмании, где сохранился до прибытия европейцев, которыми был истреблён окончательно. В августе 2022 года было объявлено, что Мельбурнский университет совместно с американской биотехнологической компанией Colossal Biosciences попытаются воссоздать сумчатого волка и реинтродуцировать его на Тасмании. Для этого в университете создаётся лаборатория генетического восстановления сумчатого волка.

- Сибирский эласмотерий (лат. Elasmotherium sibiricum) — вымерший вид носорогов, обитавший в степной зоне Евразии в плейстоцене. Животное вымерло около 29 тысяч лет назад, в ходе массового позднечетвертичного вымирания мегафауны, сосуществовало с неандертальцами и ранними людьми современного типа. Ареал эласмотерия находится в зоне вечной мерзлоты, в связи с чем его остатки имеют высокую степень сохранности., что увеличивает возможность возрождения вида.

- Шерсти‌стый носоро‌г, или волоса‌тый носоро‌г (лат. Coelodonta antiquitatis), — вымерший вид носорогов, обитавший на обширных открытых пространствах Европы и Азии в плейстоцене и раннем голоцене, окончательно исчез 14—8 тыс. лет назад. Ареал также находится в зоне вечной мезлоты. В случае обнаружения неповреждённого образца ДНК предполагается возможность выведения эмбриона и его подсадки ближайшему живущему родственнику — суматранскому носорогу.

- Гигантские ленивцы — группа нескольких различных вымерших видов ленивцев, отличавшихся особо крупными размерами. Они возникли в олигоцене около 35 млн лет назад и обитали в Новом Свете и были ростом больше 4 м. Некоторые виды гигантских ленивцев вымерли лишь в конце плейстоцена, мегалокнусы на о. Куба дожили до голоцена и вымерли около 4 тыс. лет назад, через несколько столетий после появления на острове первых людей. В отличие от современных ленивцев, их гигантские сородичи жили не на деревьях, а на земле. Проблематичность возрождения гигантских ленивцев заключается в том, что они существенно крупнее современных родственников, что затрудняет использование последних в качестве суррогатных матерей.

### Земноводные
- Реобатрахусы (Rheobatrachus) — род австралийских эндемичных лягушек, включавший 2 вида с очень ограниченным ареалом. Оба вида считаются вымершими с середины 1980-х годов[19][20]. Rheobatrachus silus был уникален тем, что самки этого вида вынашивали детёнышей в желудке, а после окончания развития лягушат самка отрыгивала их наружу. Причины исчезновения точно неизвестны, однако биологи предполагают, что вымирание могло быть спровоцировано загрязнением и деградацией окружающей среды и болезнями, в частности, хитридиомикозом. Ряд исследователей предположили, что уникальный жизненный цикл лягушек поможет понять процессы производства и подавления кислот, что, в свою очередь, способно облегчить боль у людей, страдающий язвой и другими желудочными заболеваниями[7].

## Критика
Идея воскрешения вымерших видов постоянно подвергается критике как с биологической, так и с этической точек зрения. Критики указывают прежде всего на нерациональность подобных идей и необходимость направить усилия и финансы для спасения от вымирания ещё живущих животных.